# Cheilolejeunea falsinervis
Cheilolejeunea falsinervis là một loài Rêu trong họ Lejeuneaceae. Loài này được Kachroo & R.M. Schust. mô tả khoa học đầu tiên..